# Булбукань
Булбукань, Булбукані (рум. Bulbucani) — село у повіті Ясси в Румунії. Входить до складу комуни Гропніца.
Село розташоване на відстані 336 км на північ від Бухареста, 34 км на північний захід від Ясс.

## Населення
За даними перепису населення 2002 року у селі проживали 697 осіб, з них 695 осіб (99,7%) румунів. Рідною мовою 696 осіб (99,9%) назвали румунську.